# سويطاء هورليانية
سويطاء هورليانية (الاسم العلمي: Neocallimastix hurleyensis) هي نوع من الفطريات تتبع جنس السويطاء من الفصيلة السويطية